# 24a Divisió (Exèrcit Popular de la República)
La 24a Divisió va ser una de les divisions de l'Exèrcit Popular de la República que es van organitzar durant la Guerra Civil espanyola sobre la base de les brigades mixtes. Al llarg de la contesa la unitat va estar desplegada en els fronts d'Andalusia, Madrid, Aragó i Segre, prenent part en algunes de les principals batalles.

## Historial
Va ser creada el 3 d'abril de 1937, com una reserva de l'Exèrcit del Sud. Durant les setmanes prèvies la divisió s'havia estat organitzant a Alcaracejos, entorn de la 25a Brigada Mixta. Al juny va passar a integrar-se en el IX Cos d'Exèrcit.
El comandament de la unitat va ser assumit pel comandant Miguel Gallo Martínez, antic cap de la 6a Brigada Mixta. La 24a divisió es va traslladar posteriorment al front del Centre i va prendre part en la batalla de Brunete, atacant al sud de Madrid. Poc després va ser enviada d'urgència al front de Terol, on participaria en la detenció de la contraofensiva franquista sobre el sector d'Albarrasí, al juliol 1937. També va prendre part en la segona fase de la batalla de Belchite. El 15 de novembre de 1937 el comandant Gall va passar a manar el X Cos d'Exèrcit, i fou substituït pel major de milícies Miguel Yoldi Beroiz. Per a llavors la unitat tenia la seva caserna general a Lagata. Durant els següents mesos la 24a Divisió va romandre al front d'Aragó, sense intervenir en operacions militars de rellevància.
Al març de 1938, quan es va produir l'ofensiva franquista en el front d'Aragó, la divisió va ser incapaç de resistir l'impacte de l'atac enemic i va emprendre una retirada desorganitzada. Pel que sembla, segons assenyala Hugh Thomas, s'hauria quedat sense municions. La divisió va ser dissolta el 12 de març, si bé seria recreada novament el 19 de març amb les brigades mixtes 143a, 19a i 104a. El comandament seria lliurat al major de milícies Antoni Ortiz Ramírez, antic comandant de la 25a Divisió anarquista. Després del final de les ofensives franquistes la 24a Divisió va establir les seves posicions defensives entorn del riu Segre. La seva caserna general es va establir a Artesa de Segre.
Al començament de juliol el major de milícies Ortiz va abandonar el comandament de la unitat, fugint a França; això va provocar que el seu substitut, el major de milícies Miguel García Vivancos, donés ordre de capturar-lo i afusellar-lo. Durant la resta de l'any la 24a Divisió no va intervenir en operacions de rellevància. A la fi de 1938 es trobava sota el comandament del major de milícies Hermenegildo Roca Oliver. Enquadrada en el XXIV Cos d'Exèrcit, es trobava desplegada en el front de l'Ebre.
Va prendre part en la primera fase de la campanya de Catalunya, sense gaire èxit. El 17 de gener de 1939 la unitat, fortament infringida i desorganitzada, va acabar sent dissolta. Les restes de la unitat van ser utilitzats per a reforçar a la 43a Divisió, mentre que el major Roca Oliver va assumir el comandament de la desfeta 56a Divisió.

## Comandaments
Comandants
- comandant d'infanteria Miguel Gallo Martínez[17] (des d'abril de 1937);
- major de milícies Miguel Yoldi Beroiz[18] (des de desembre de 1937);
- major de milícies Antoni Ortiz Ramírez (des de març de 1938);
- major de milícies Gregorio Villarías López (comandament accidental);
- major de milícies Miguel García Vivancos[14] (des de juliol de 1938);
- major de milícies Hermenegildo Roca Oliver (des de novembre de 1938);

Comissaris
- José Gallardo Moreno, del PCE;[19]
- Francisco Señer Martín, de la CNT;[20]

Caps d'Estat Major
- comandant d'infanteria Josep Guarner i Vivancos (des de juliol de 1937);[21]

## Ordre de batalla
| Data                 | Cos d'exèrcit adscrit | Brigades mixtes integrades | Front de batalla |
| Abril de 1937        | Exèrcit del Sud       | 25a, 52a i 86a             | Andalusia        |
| Juliol de 1937       | II Cos d'Exèrcit      | 6a, 19a i 7a               | Centre           |
| 14 de juliol de 1937 | II Cos d'Exèrcit      | 6a, 16a i 21a              | Centre           |
| Agost de 1937        | V Cos d'Exèrcit       | 6a, 21a i 97a              | Aragó            |
| Desembre de 1937     | XII Cos d'Exèrcit     | 6a i 153a                  | Aragó            |
| Març de 1938         | XII Cos d'Exèrcit     | 6a, 140a i 153a            | Aragó            |
| Març-abril de 1938   | X Cos d'Exèrcit       | 143a, 19a i 104a           | Aragó-Segre      |
| Desembre de 1938     | XXIV Cos d'Exèrcit    | 19a, 133a i 143a           | Ebre             |